# Moenkhausia pittieri
Moenkhausia pittieri, conosciuto comunemente come tetra diamante, è un piccolo pesce d'acqua dolce appartenente alla famiglia Characidae.

## Distribuzione e habitat
Questa specie è endemica del lago Valencia in Venezuela.

## Descrizione
Il corpo ha forma romboidale, molto compresso ai fianchi, con ventre pronunciato. La pinna dorsale è alta, quella anale lunga e sviluppata, trapezoidale. La coda è bilobata. La livrea è grigio azzurra con riflessi argentati. Le pinne sono grigio fumo, a volte orlate leggermente di bianco. La parte superiore dell'iride è rosso vivo. Raggiunge una lunghezza di 6 cm.

## Riproduzione
La riproduzione è esterna, le uova sono deposte tra le piante acquatiche.

## Alimentazione
Si nutre di insetti, vermi e crostacei.

## Acquariofilia
Come molte altre specie dei Caracidi è diffuso e commerciato in tutto il mondo.